# تولميتين

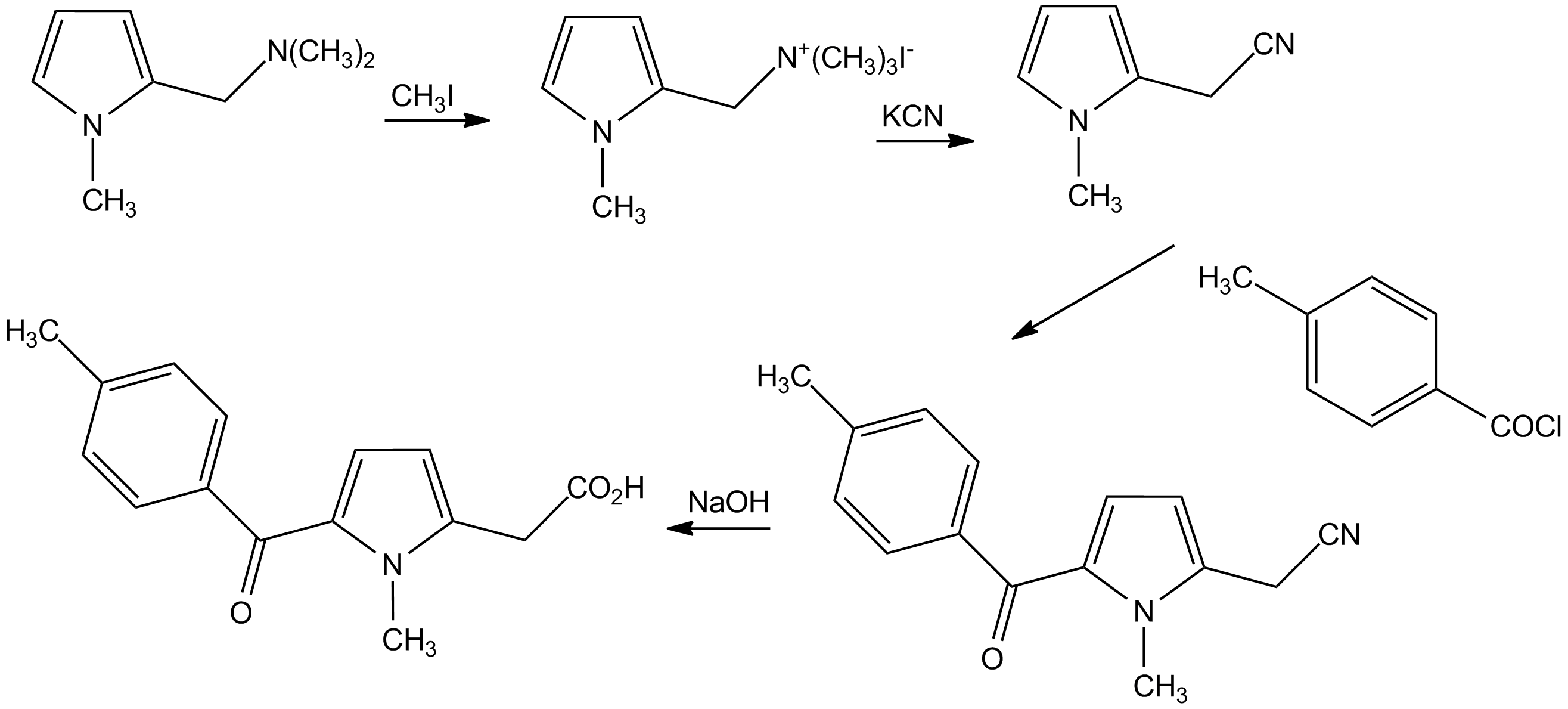

تولميتين (Tolmetin) عقار من مضادات الالتهاب غير الستيروئيدية، مسكن ألم وخافض حرارة.

## الاستطباب
- معالجة التهاب المفاصل الرثياني، الفصال العظمي.
- التهاب المفاصل الشبابي عند الأطفال بعمر سنتين وما فوق.

## مضادات الاستطباب
- القرحات الهضمية.
- وجود سيرة مرضية لفرط الحساسية تجاه الأسبرين أو غير من مضادات الالتهاب غير الستيروئيدية (بما فيها الحالات التي ترافقت بإثارة نوبات ربو، وذمة وعائية، شرى، التهاب الأنف عند استعمال الأسبرين أو مضادات الالتهاب غير الستيروئيدية الأخرى).

## الآثار الجانبية
- انزعاج معدي معوي.
- غثيان، إسهال، أحياناً: نزف وتقرح هضمي.
- ردود فعل تحسسية (حمى، طفح، وذمة وعائية، تشنج قصبي، نادراً: سمية كبدية، التهاب سحايا عقيم).
- صداع، دوخة، عصبية، اكتئاب، نعاس، أرق، دوار، طنين.
- حساسية ضوئية.
- بيلة دموية.
- اضطرابات دموية (فقر دم، قلة صفيحات، قلة عدلات، كثرة يوزينات، ندرة محببات).
- احتباس سوائل (يمكن أن يسرع من حدوث قصور القلب الاحتقاني عند المسنين).
- فشل كلوي (خاصة لدى مرضى القصور الكلوي المسبق).
- التهاب كلية خلالي.
- متلازمة كلائية.
- التهاب أسناخ.
- كثرة الحمضات الرئوية.
- التهاب بنكرياس.
- تغيرات في العين.
- متلازمة ستيفز-جونسون.
- تقشر الأنسجة المتموتة البشروية التسممي.

## تحذيرات
- الاضطرابات التحسسية.
- الإنتانات.
- الربو.
- الاضطرابات النزفية.
- فرط ضغط الدم.
- القصور الكلوي.
- القصور الكبدي.
- القصور القلبي.
- المسنون.
- الحمل.
- وجود سيرة مرضية للقرحة.
- مراقبة تطور اضطرابات دموية، كلوية، كبدية، أو اضطرابات في العين أثناء المعالجة.